# Lucky Millinder
Lucky Millinder, pseudonimo di Lucius Millinder, nato Lucius Venables (Anniston, 8 agosto 1910 – New York, 28 settembre 1966), è stato un cantante statunitense.
Sebbene non fosse un musicista e compositore e cantasse solo sporadicamente, Millinder divenne un bandleader di grande successo fra gli anni trenta e quaranta e divenne celebre per la sua presenza scenica durante le esibizioni della sua big band.

## Biografia

### La gioventù e i primi anni di carriera
Nato nel 1910 ad Anniston (Alabama) e cresciuto a Chicago, Lucius Venables cambiò il cognome in Millinder quando era bambino. Dopo aver trovato lavoro come maestro di cerimonie e ballerino in vari locali, sale da ballo e teatri di Chicago durante gli anni venti, nel 1931, Millinder divenne leader di un gruppo musicale in occasione di una tournée organizzata dalla RKO Pictures e l'anno seguente assunse la direzione dell'orchestra di Doc Crawford di Harlem. Nel 1933, Millinder permise alla sua band di esibirsi a Monte Carlo e Parigi. Dopo essere tornato negli USA, assunse la guida della Mills Blue Rhythm Band, che includeva, fra gli altri, Red Allen, Charlie Shavers, Harry Edison e J. C. Higginbotham, e che suonava al Cotton Club di New York.

### Il successo
Nel 1938, Millinder iniziò una collaborazione con Bill Doggett e il gruppo di quest'ultimo. Nel 1940 il bandleader formò una nuova orchestra, che includeva Doggett e il batterista Panama Francis. Intorno a questo periodo, Millinder iniziò una collaborazione con la cantante gospel Sister Rosetta Tharpe destinata a perdurare per sette anni. Dopo essere stato scritturato dalla Decca Records ed essere divenuto una presenza fissa al Savoy Ballroom di New York, Millinder pubblicò il suo primo singolo di successo When the Lights Go On Again (All Over the World), una cover di Vaughn Monroe a cui prese parte Dizzy Gillespie che raggiunse il numero 1 della classifica R&B e la quattordicesima posizione nella classifica pop nel 1942. Ad esso seguirono altri singoli fortunati come Apollo Jump e Sweet Slumber.
Verso la metà degli quaranta, la band iniziò una transizione verso il genere l'R&B. Fra i vari musicisti che entrarono nel complesso di Millinder in questo periodo vi furono Bull Moose Jackson, Tab Smith, Eddie Davis, Don Joseph, Charles Thompson, Wynonie Harris e Ruth Brown. Il maggior successo del gruppo durante il 1945 fu Who Threw the Whiskey in the Well che raggiunse i primi posti delle classifiche statunitensi. Millinder cantò nella seguente hit Shorty's Got to Go. Durante la seconda metà del decennio, il gruppo di Lucky Millinder continuò a essere popolare fra il pubblico dell'R&B, ma ottenne pochi piazzamenti in classifica. Nel 1949 la band lasciò i Decca Records e, dopo essere stata scritturata dalla RCA Victor, passò alla King Records. Fra i vari artisti entrati nella band di Millinder in questo periodo si segnalano i cantanti Big John Greer e Annisteen Allen. La traccia di Millinder Silent George del 1950 divenne una nota traccia dirty blues. Seguì l'ultimo grande successo della band, ovvero I'm Waiting Just for You (1951), che raggiunse rispettivamente la seconda e diciannovesima posizione delle classifiche R&B e pop.

### Gli ultimi anni e la morte
Nel 1952, Millinder iniziò a lavorare come DJ radiofonico e nel 1954 assunse per un breve periodo la guida della band dell'Apollo Theater. Interruppe la sua carriera musicale nel 1955 (sebbene le sue registrazioni finali risalgano al 1960) e morì per un disturbo al fegato a New York nel settembre del 1966. Nel 1986, Millinder fu introdotto nella Alabama Jazz Hall of Fame.

## Discografia parziale

### Album
- 1980 – Lucky Days 1941–1945
- 1982 – Let It Roll
- 1984 – Shorty's Got to Go
- 1986 – Let It Roll Again

### Singoli
- 1941 – Big Fat Mama / Trouble in Mind
- 1942 – Ride, Red, Ride / Hey Huss!
- 1941 – Trouble In Mind / Ride, Red Ride
- 1941 – I Want A Tall Skinny Papa / Shout, Sister Shout
- 1941 – When The Lights go on again / That’s All
- 1941 – Savoy / Rock Me
- 1942 – Are You Ready? / Apollo Jump
- 1943 – Don’t Cry Baby / Sweet Slumber
- 1944 – Hurry, Hurry / I Can’t See For Lookin’
- 1943 – Who Threw The Wiskey In The Well / Shipyard Social Function
- 1945 – Darlin’ / All The Time
- 1946 – There’s Good Blues Tonight / Chitlin Time
- 1945 – Shorty’s Got To Go / Some Day
- 1949 – D’Natural Blues / Girl Don’t Cry
- 1949 – Moanin’ The Blues / How Would You Know?
- 1949 – I Ain’t Got Nothin' To Lose / Tomorrow
- 1951 – I’ll Never Be Free / Journey’s End
- 1950 – My Little Baby / Let It Roll Again
- 1950 – Clap Your Hands / Who Said Shorty Wasn’t Coming Back
- 1950 – Silent George / Oh, Babe
- 1950 – Teardrops from My Eyes / Please Open Your Heart
- 1951 – The Jumpin’ Jack / Mister Trumpet Man
- 1951 – Chew Tobacco Rag / Georgia Rose
- 1951 – Bongo Boogie / I’m Waiting Just For You
- 1951 – The Grape Vine / No One Else Could Be
- 1951 – It’s Been A Long Long Time / The Right Kind Of Lovin’